# John W. Menzies
John William Menzies (* 12. April 1819 in Bryan Station, Bourbon County, Kentucky; † 3. Oktober 1897 in Falmouth, Kentucky) war ein US-amerikanischer Politiker. Zwischen 1861 und 1863 vertrat er den Bundesstaat Kentucky im US-Repräsentantenhaus.

## Werdegang
John Menzies besuchte die öffentlichen Schulen seiner Heimat und studierte danach bis 1840 an der University of Virginia in Charlottesville. Nach einem anschließenden Jurastudium und seiner 1841 erfolgten Zulassung als Rechtsanwalt begann er in Covington in diesem Beruf zu arbeiten. Neben seiner Anwaltstätigkeit wurde Menzies auch politisch aktiv. In den Jahren 1848 und 1855 wurde er in das Repräsentantenhaus von Kentucky gewählt. Bei den Kongresswahlen des Jahres 1860 wurde er als Unionist im zehnten Wahlbezirk von Kentucky in das US-Repräsentantenhaus in Washington, D.C. gewählt, wo er am 4. März 1861 die Nachfolge von John W. Stevenson antrat. Bis zum 3. März 1863 absolvierte er nur eine Legislaturperiode im Kongress, die von den Ereignissen des Bürgerkrieges geprägt war. Sein Distrikt wurde dann für zehn Jahre aufgelöst und erst 1872 wieder neu gegründet.
Nach seiner Zeit im US-Repräsentantenhaus setzte John Menzies seine Anwaltstätigkeit in Covington fort. Politisch wurde er in dieser Zeit Mitglied der Demokratischen Partei. Im Jahr 1864 war er Delegierter zur Democratic National Convention in Chicago, auf der George B. McClellan als Präsidentschaftskandidat nominiert wurde. Zwischen 1873 und 1893 war Menzies Richter an einem Kanzleigericht. Danach praktizierte er erneut als privater Rechtsanwalt. Er starb am 3. Oktober 1897 in Falmouth und wurde in Covington beigesetzt.